# Budy Kowalewkowskie
Budy Kowalewkowskie – kolonia w Polsce, w województwie mazowieckim, w powiecie mławskim, w gminie Strzegowo.
Do 2023 miejscowość była częścią wsi Kowalewko.
W latach 1975–1998 Budy Kowalewkowskie należały administracyjnie do województwa ciechanowskiego.